# Batrachomachia

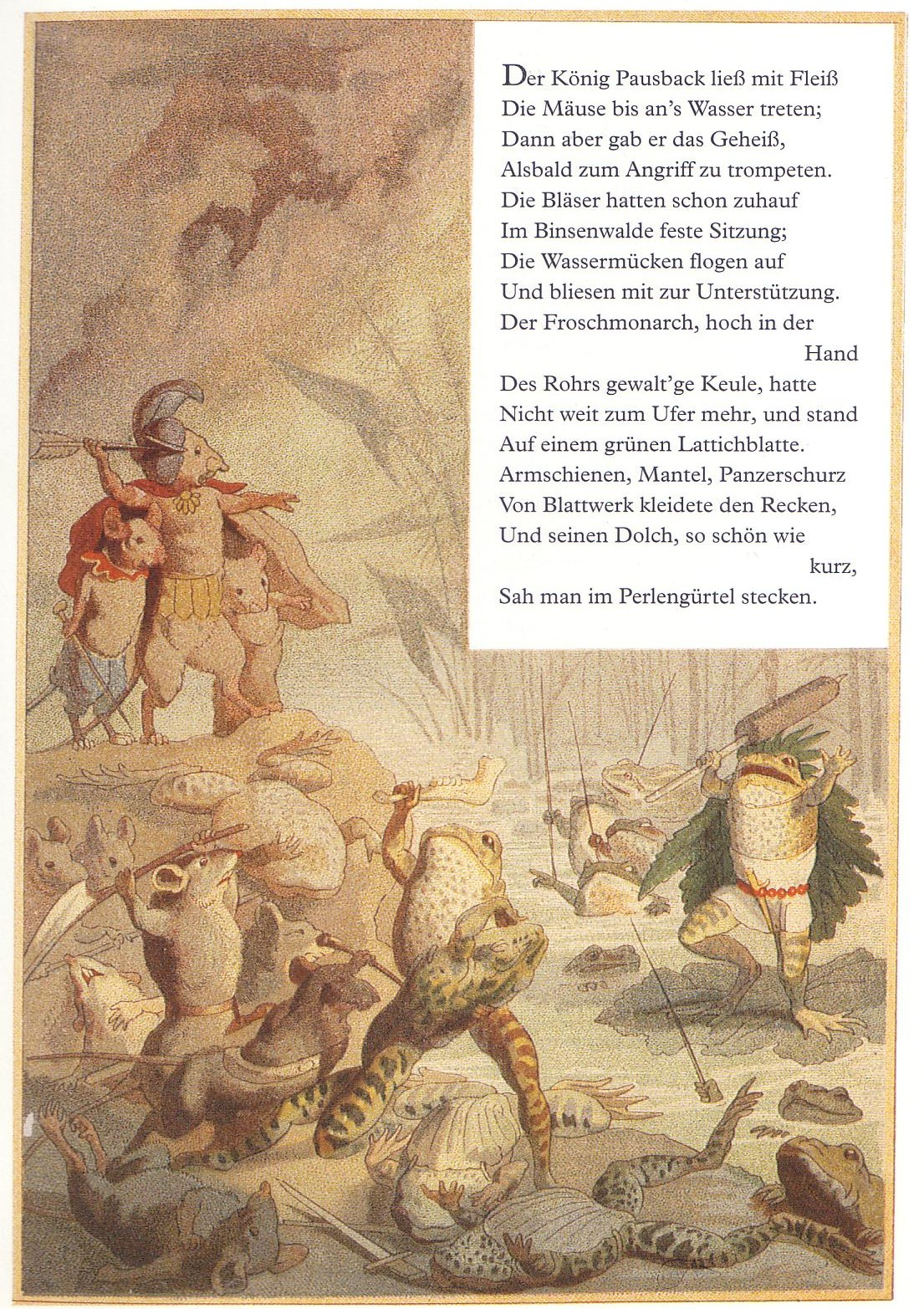
Sida ur en tysk utgåva av Batrachomachia från 1878

Batrachomachia (grekiska, "grodkriget") eller Batrachomyomachia (grekiska, "grod- och råttkriget") är ett parodiskt epos som i homerisk stil skildrar ett krig mellan grodor och möss. Det har fordom ansetts vara författat av Homeros, eller av Pigres från Halikarnassos som levde vid tiden för de persiska krigen. 
Verket utgavs av Paul Brandt 1888 och av Arthur Ludwich 1896 samt i svensk översättning av Johan Tranér 1822 och av Elof Hellquist 1926.